# Kilverbach
Der Kilverbach (oder seltener Kollbach) ist ein 8,4 km langer, linker Zufluss der Else im Nordosten des deutschen Bundeslandes Nordrhein-Westfalen und im Süden von Niedersachsen.
Der alternative, aber eher ungebräuchliche Name Kollbach bezeichnet offiziell eigentlich nur einen linken Nebenfluss, der bei Bachkilometer 7,4 in den Kilverbach mündet. Der Kilverbach stellt auf rund 7 km die Grenze zwischen Rödinghausen und Melle bzw. Nordrhein-Westfalen und Niedersachsen dar. Der Bach entspringt in der Nähe des Ortskerns von Rödinghausen an den Hängen des Wiehengebirges und fließt dann nach Süden durch das Kilverbachtal. Die Quellhöhe beträgt 149 m. Bei Bachkilometer 6,4 mündet ein gleichnamiger, rechtsseitiger Nebenfluss in den Kilverbach. Der Kilverbach entwässert nach 8,4 Kilometern Flusslänge in Bruchmühlen in die Else (Elsekilometer 19,5). Die Mündungshöhe beträgt rund 68 m. Zum Bachsystem gehören zahlreiche Nebenarme. Er überwindet also etwa 81 Höhenmeter. Das Kilverbachtal und die Auen der Zuflüsse bilden ein ausgedehntes Sieksystem mit naturnahen Gewässerober- und Mittelläufen.

## Flora und Fauna
Die Auen sind oft als Feucht- oder Nassgrünland erhalten und sind zumeist mit Erlen bestanden. An den relativ steilen Böschungen der kastenförmigen Sieke wachsen von Rotbuchen dominierte Feldgehölze, im Oberlauf auch Buchen. Ursprünglich verlief der Bach in der Mitte des Tales, wurde jedoch bei Schaffung der Sieken bereits vor Jahrhunderten zur besseren Flächennutzung seitlich an den Böschungsfuß verlegt. Im Kilverbachtal kommen gefährdete Pflanzen- und Tierarten vor. Im Frühjahr wachsen auf den Feuchtwiesen beispielsweise das Wiesenschaumkraut, der Hahnenfuß und die Kuckuckslichtnelke. Schmetterlinge wie der Aurorafalter oder das Blutströpfchen haben im Tal ihren Lebensraum und sogar der farbenprächtige Eisvogel fischt im Kilverbach.
In einer weitgehend landwirtschaftlichen Nutzung des Umlandes stellt das Bachsystem ein wertvolles Biotop dar, das zudem noch typisch für die Kulturlandschaft des Ravensberger Landes und der Ravensberger Mulde mit seinen Siektälern ist. Daher hat das Land Nordrhein-Westfalen bzw. der Regierungsbezirk Detmold das Gebiet als Naturschutzgebiet ausgewiesen und damit an das FFH-Gebiet System Else/Werre angeschlossen. Von 6 Naturschutzgebieten im Gemeindegebiet von Rödinghausen mit einer Gesamtfläche von 189 Hektar haben, ist das Naturschutzgebiet Kilverbachtal mit 107 ha das weitaus größte. Auf der niedersächsischen Seite ist das Kilverbachtal als Landschaftsschutzgebiet ausgewiesen.

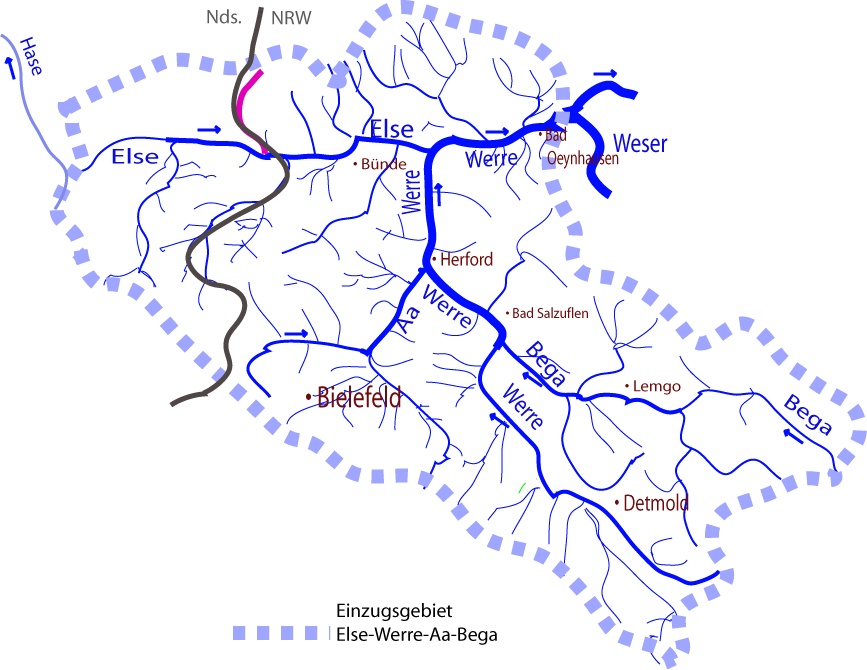
Lage im Else-Werre-Flusssystem
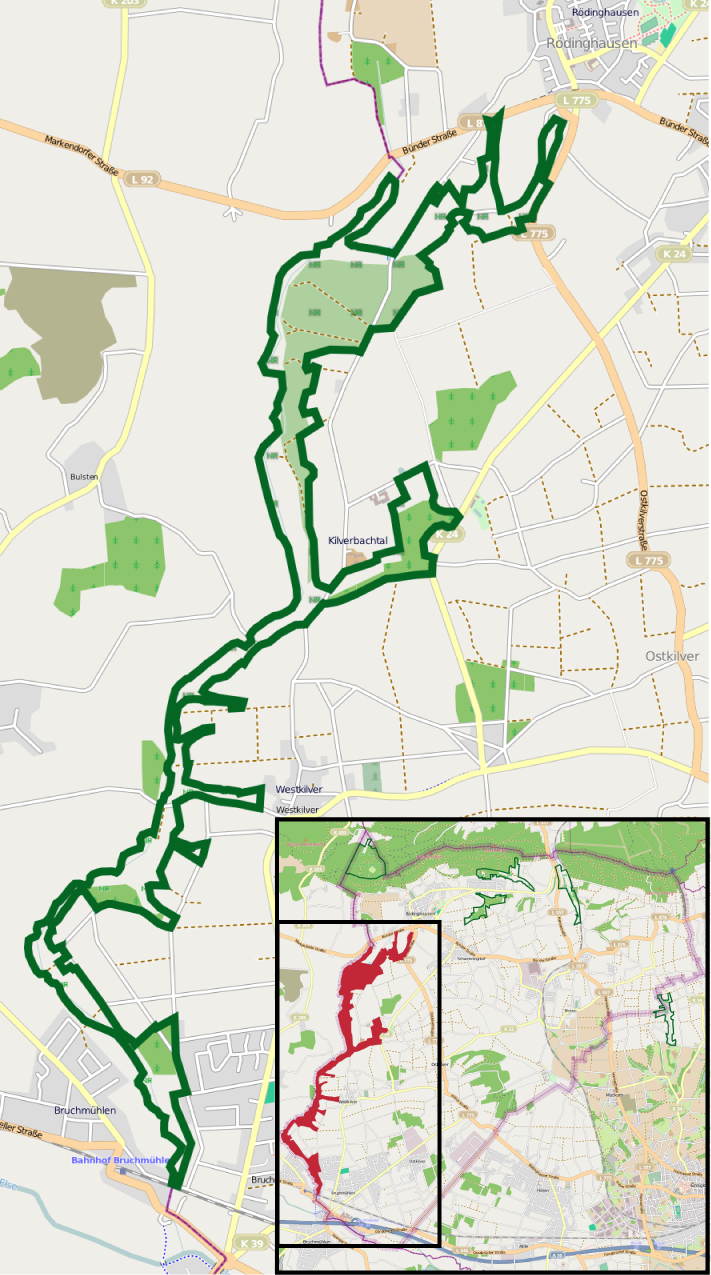
Lageplan der Naturschutzgebiets Kilverbachtal (nordrhein-westfälischer Teil)

## Geschichte
Der Kilverbach markierte zwischen 1807 und 1811 die Grenze zwischen Frankreich und dem Königreich Westphalen und war eine lange Zeit davor und danach die Staatsgrenze zwischen dem Königreich Hannover bzw. dem Hochstift Osnabrück und Preußen.